# Halsbandsknottsmyg
Halsbandsknottsmyg (Microbates collaris) är en fågel i familjen myggsnappare inom ordningen tättingar.

## Utbredning och systematik
Halsbandsknottsmyg delas här in i tre underarter med följande utbredning:
- M. c. collaris – förekommer från sydöstra Colombia till Guyana, Surinam och angränsande nordvästra Brasilien
- M. c. paraguensis – förekommer i södra Venezuela (Bolívar och Amazonområdet)
- M. c. perlatus – förekommer i norra Amazonområdet i Brasilien och nordöstra Peru (Loreto och norra San Martín)

Ofta urskiljs även underarterna torquatus med utbredning i Guyanaregionen och i Amapá i nordöstra Brasilien samt colombianus i sydcentrala Colombia och nordöstra Ecuador.

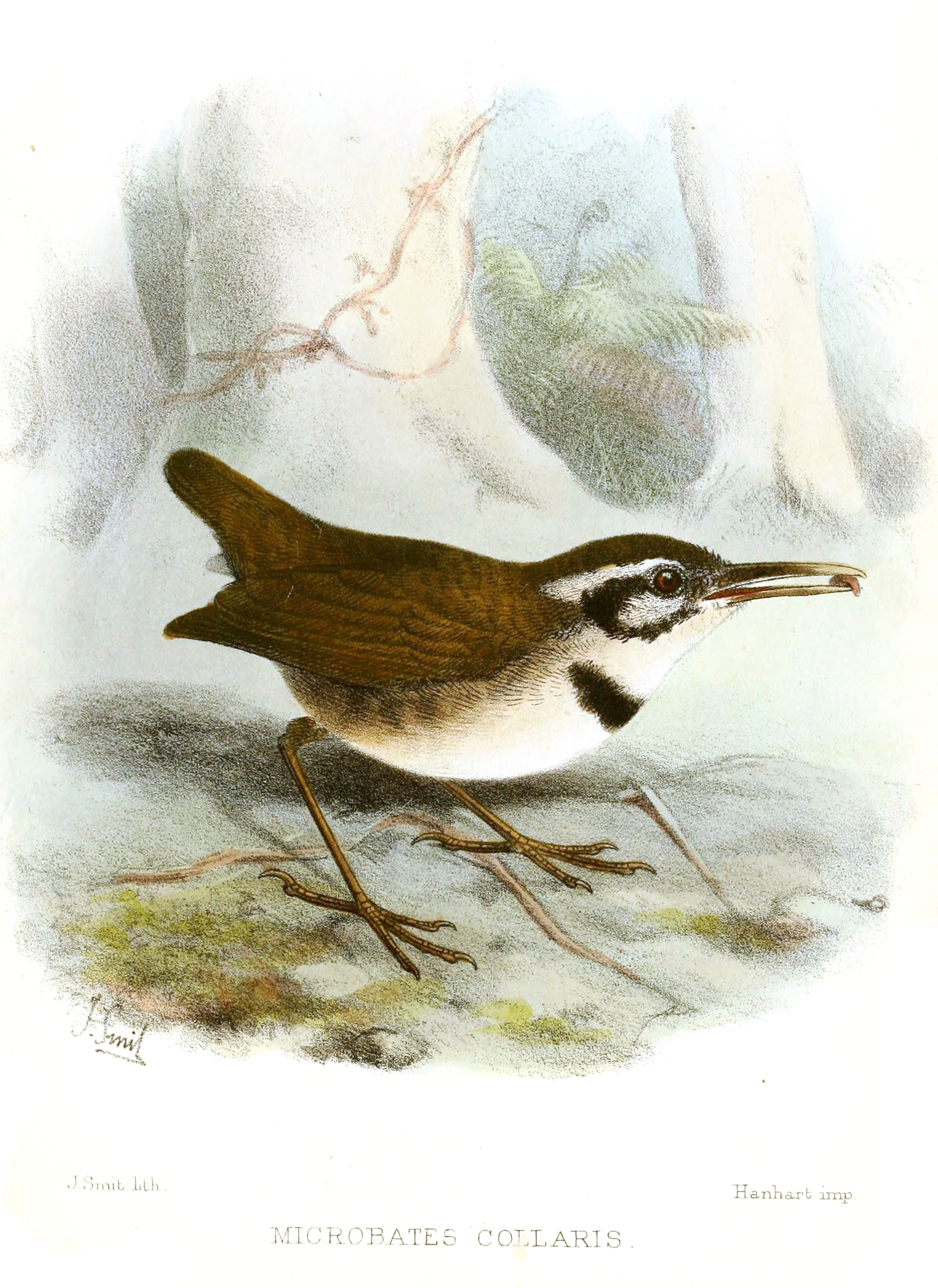

## Status och hot
Arten har ett stort utbredningsområde, men tros minska i antal, dock inte tillräckligt kraftigt för att den ska betraktas som hotad. Internationella naturvårdsunionen IUCN listar arten som livskraftig (LC).